# Сяочжао-ди (Северная Ци)
Император Северной Ци Сяо Чжао ((北)齊孝昭帝) (535—561), личное имя Гао Янь (高演), тронное имя Яньань (延安), император Китайской династии Северная Ци. Он был способным правителем, но последние два года не правил, так как повредился упав с лошади. С его смертью начался закат Северной Ци.

## Эры правления
- Хуанцзянь (皇建 huáng jiàn) 560—561

## Личная информация
- Отец
  - Гао Хуань
- Мать
  - Лоу Чжаоцзюнь
- Жена
  - Императрица Юань (с 560), мать наследника
- Наложница
  - Наложница Сан, мать Ляна
- Дети
  - Гао Бэниань (高百年), наследник (с 560), лелинский ван (с 561, убит императором У Чэн-ди (Северная Ци) 564)
  - Гао Лян (高亮), ван сианченский (с 560)
  - Гао Яньли (高彥理), жунаньский ван (с 570), служил чиновником в Северная Чжоу и Суй
  - Гао Яньде (高彥德), шипинский ван (с 570)
  - Гао Янцзи (高彥基), ченгянский ван (с 570)
  - Гао Янькан (高彥康), диньянский ван(с 570)
  - Гао Яньчжун (高彥忠), ван Жуян (с 570)